# Cibele Moura
Cibele Corado de Moura (Maceió, 17 de Julho de 1997), é uma advogada e política brasileira. Bisneta do ex-deputado federal Abrahão Moura, cassado pelo AI-2 durante a ditadura militar e filha do prefeito de Paripueira, Carlos Abrahão Gomes de Moura e da ex-prefeita da Barra de Santo Antônio, Emanuella Moura.

## Biografia
Foi eleita pela primeira vez em 2018, deputada estadual de Alagoas, com 37.126 votos, sendo a deputada mais jovem do país eleita naquele pleito, em 2022 é reeleita com 46.120 votos.